# IC 3641
IC 3641 ist eine Spiralgalaxie vom Hubble-Typ Scd? im Sternbild Coma Berenices am Nordsternhimmel. Sie ist schätzungsweise 353 Millionen Lichtjahre von der Milchstraße entfernt.
Das Objekt wurde am 23. März 1903 von Max Wolf entdeckt.